# Nakara
«Nakara» es el sexto episodio de la séptima temporada de la serie de televisión estadounidense de ciencia ficción y drama Los 100. El episodio fue escrito por Erica Meredith y dirigido por PJ Pesce. Fue estrenado el 24 de junio de 2020 en Estados Unidos por la cadena The CW. Clarke (Eliza Taylor) y sus amigos se encuentran en un planeta que no es lo que parece.

## Argumento
En Bardo, Diyoza escapa de sus captores y se reúne con Hope, Echo, Octavia y Gabriel; con la sala de la Piedra de la Anomalía fuertemente vigilada, Levitt sugiere al grupo que se dirijan a la peligrosa superficie del planeta. Sin embargo, Gabriel no está dispuesto a correr el riesgo y aturde a los demás antes de rendirse a los Discípulos. 
En Nakara, el grupo de Clarke descubre que los Discípulos usan el planeta como un cementerio para sus muertos y buscan la Piedra de la Anomalía que está dentro de una criatura gigante; a pesar de enfrentar peligros dentro de la criatura, el grupo se las arregla para llegar a la Piedra de la Anomalía y cruzar hacia un destino desconocido. Antes de partir, Miller y Niylah descubren un símbolo que sugiere una conexión entre los Discípulos y el culto del juicio final del Segundo Amanecer que construyó el búnker. 
En Sanctum, los prisioneros de Eligius, presumiblemente, roban las armas de Wonkru mientras Sheidheda comienza a manipular a Nelson para obtener poder. Indra intenta que Madi se convierta en la Comandante de nuevo, pero finalmente tiene demasiado miedo. A sugerencia de Murphy y Emori, Indra reúne a Wonkru bajo su propio liderazgo para enfrentar las crecientes amenazas.

## Elenco
- Eliza Taylor como Clarke Griffin.
- Bob Morley como Bellamy Blake. (en créditos)
- Marie Avgeropoulos como Octavia Blake.
- Lindsey Morgan como Raven Reyes.
- Richard Harmon como Jhon Murphy.
- Tasya Teles como Echo / Ash.
- Shannon Kook como Jordan Green.
- JR Bourne como Sheidheda.
- Chuku Modu como Dr. Gabriel Santiago.
- Shelby Flannery como Hope Diyoza.

## Recepción
En Estados Unidos, «Nakara» fue visto por 0.57 millones de espectadores, de acuerdo con Showbuzz Daily.

### Recepción crítica
Delia Harrington de Den of Geek consideró que «el episodio está retenido por una trama de relleno»: «Si bien algunos elementos de Nakara fueron exactamente por qué la temporada 7 es tan genial, no hay cambio en el hecho de que la historia por la que lleva el nombre es de relleno. ¿Por qué estirar las cosas en nuevos mundos cuando hay tanto que llenar sobre mundos existentes en los que ya hemos invertido?».
Yana Grebenyuk de TV Fanatic dijo que «todo se está desacelerando una vez más», consideró que el episodio «fue un acercamiento de arena rápida para estirar una historia que Los 100 no se apresura a contar». También destacó que «más episodios en una temporada no significan que debería haber más episodios de relleno en el medio. Hay más espacio para acelerar las cosas, pero sigue paralizado en los peores momentos de la narración».
Jimmy de Spoiler TV dijo que «el episodio fue decente y fácil de ver porque fue equilibrado», aunque expresó su decepción por la historia centrada en Nakara.